# Arlay
Arlay är en kommun i departementet Jura i regionen Bourgogne-Franche-Comté i östra Frankrike. Kommunen ligger i kantonen Bletterans som tillhör arrondissementet Lons-le-Saunier. År 2016 hade Arlay 1 254 invånare.

## Befolkningsutveckling
Antalet invånare i kommunen Arlay
Referens:INSEE